# EA Sports Big
 (août 2025).
Motif : intérêt d'un article séparé de EA Sports ?
- Archive Wikiwix
- Bing
- Cairn
- DuckDuckGo
- E. Universalis
- Gallica
- Google
- G. Books
- G. News
- G. Scholar
- Persée
- Qwant
- (zh) Baidu
- (ru) Yandex
- (wd) trouver des œuvres sur Wikidata

| 1. | Préciser le motif de la pose du bandeau. | Précisez le motif de la pose du bandeau en utilisant la syntaxe suivante : {{admissibilité à vérifier\|date=août 2025\|motif=remplacez ce texte par le motif}}                     |
| 2. | Informer les utilisateurs concernés.     | Pensez à avertir le créateur de l'article, par exemple, en insérant le code ci-dessous sur sa page de discussion : {{subst:avertissement admissibilité à vérifier\|EA Sports Big}} |

EA Sports Big était une marque utilisée par Electronic Arts de l'an 2000 à 2008 pour distribuer des jeux de sport non réalistes, souvent extrêmes et avec un gameplay orienté arcade.
SSX a été le premier jeu publié par EA Sports BIG. Plus tard des jeux tels que NBA Street, FIFA Street et SSX abandonnent la marque EA Sports BIG et sont simplement édités sous EA Sports.

## Jeux
| Date | Titre                             | Plates-Formes                                                    |
| ---- | --------------------------------- | ---------------------------------------------------------------- |
| 2000 | SSX                               | PlayStation 2                                                    |
| 2001 | NBA Street                        | PlayStation 2, GameCube                                          |
| 2001 | SSX Tricky                        | PlayStation 2, GameCube, Xbox, Game Boy Advance                  |
| 2002 | Sled Storm (2002 video game) (en) | PlayStation 2                                                    |
| 2002 | Freekstyle                        | PlayStation 2, GameCube                                          |
| 2002 | Shox                              | PlayStation 2                                                    |
| 2003 | NBA Street Vol. 2                 | PlayStation 2, GameCube, Xbox                                    |
| 2003 | Def Jam Vendetta                  | PlayStation 2, GameCube                                          |
| 2003 | SSX 3                             | PlayStation 2, GameCube, Xbox, Game Boy Advance, Gizmondo        |
| 2004 | NFL Street                        | PlayStation 2, GameCube, Xbox                                    |
| 2005 | SSX: Out of Bounds                | N-Gage                                                           |
| 2005 | NFL Street 2                      | PlayStation 2, GameCube, Xbox                                    |
| 2005 | NBA Street V3                     | PlayStation 2, GameCube, Xbox                                    |
| 2005 | FIFA Street                       | PlayStation 2, GameCube, Xbox                                    |
| 2005 | NBA Street Showdown               | PlayStation Portable                                             |
| 2005 | NFL Street 2 Unleashed            | PlayStation Portable                                             |
| 2005 | SSX On Tour                       | PlayStation 2, GameCube, Xbox, PlayStation Portable              |
| 2006 | FIFA Street 2                     | PlayStation 2, GameCube, Xbox, PlayStation Portable, Nintendo DS |
| 2007 | NFL Street 3 (en)                 | PlayStation 2, PlayStation Portable                              |
| 2007 | SSX Blur                          | Wii                                                              |
| 2007 | NBA Street Homecourt              | PlayStation 3, Xbox 360                                          |
| 2008 | NFL Tour (en)                     | PlayStation 3, Xbox 360                                          |
| 2008 | FIFA Street 3                     | PlayStation 3, Xbox 360, Nintendo DS                             |